# حاجي حسين باشا
حاجي حسين باشا هو سياسي عثماني، تولى منصب قبطان باشا.

## مناصبه
تولى المناصب التالية:
- قبطان باشا